# Equazione di quinto grado

Il grafico di un polinomio di quinto grado.

In matematica, si definisce equazione di quinto grado un'equazione polinomiale in cui il grado massimo dell'incognita è il quinto. Nella forma canonica, si presenta come
{\displaystyle ax^{5}+bx^{4}+cx^{3}+dx^{2}+ex+f=0,}
dove {\displaystyle x} è la variabile incognita, e {\displaystyle a}, {\displaystyle b}, {\displaystyle c}, {\displaystyle d}, {\displaystyle e} e {\displaystyle f} sono numeri reali con {\displaystyle a\neq 0.}

## La ricerca delle soluzioni
Il teorema fondamentale dell'algebra implica che ogni equazione di quinto grado abbia esattamente cinque soluzioni nei numeri complessi, se contate con molteplicità e, per vari secoli, la ricerca di una formula risolutiva per queste equazioni è stata uno dei problemi matematici più studiati.
Già nel sedicesimo secolo erano state scoperte formule che forniscono le soluzioni delle generiche equazioni di terzo e quarto grado in termini solo di somme, sottrazioni, moltiplicazioni, divisioni e radicali dei coefficienti delle equazioni.
La ricerca di formule risolutive si è in seguito spostata verso le equazioni di quinto grado, ma il problema è rimasto insoluto sino a quando, nel 1824, Niels Henrik Abel completò una dimostrazione parziale di Paolo Ruffini, provando che una tale formula risolutiva non può esistere (tale teorema è noto come teorema di Abel-Ruffini).
Negli anni seguenti Évariste Galois iniziò lo sviluppo della teoria di Galois, mettendo in relazione la solubilità per radicali di un'equazione con alcune proprietà di un gruppo di permutazioni delle radici associato all'equazione: più specificamente, si scoprì che un'equazione è risolubile per radicali se, e solo se, il gruppo di Galois associato ad essa è risolubile.
Tutti i gruppi di Galois associati a equazioni di grado inferiore al quinto sono risolubili e, dunque, tali equazioni sono tutte risolubili per radicali, mentre ciò non è sempre vero per le equazioni di grado quinto o superiore (ad esempio, il gruppo di Galois associato all'equazione {\displaystyle x^{5}-x+1=0} non è risolubile e pertanto, tale equazione non è risolubile per radicali).
Per le applicazioni pratiche, tuttavia, non sono generalmente necessarie le soluzioni esatte di un'equazione, ma solo una loro approssimazione. Queste possono essere ricercate, con metodi numerici, quali i classici metodi per calcolare gli zeri di una funzione, o impiegando i più specifici metodi di Jenkins-Traub e di Laguerre.
Durante il diciannovesimo secolo diversi matematici, tra cui il francese Charles Hermite, il tedesco Leopold Kronecker e l'italiano Francesco Brioschi, svilupparono formule esplicite per la soluzione di equazioni di quinto grado facendo cadere l'ipotesi dell'utilizzo delle sole funzioni elementari, in particolare le funzioni ellittiche si dimostrarono strumenti idonei alla formulazione delle formule esplicite. Fu infine Felix Klein che riuscì a collegare tali formule con le simmetrie dell'icosaedro derivando da esso per altro risultati di rilievo anche per ciò che concerne le equazioni di grado 7 e 11.

## La forma Bring-Jerrard

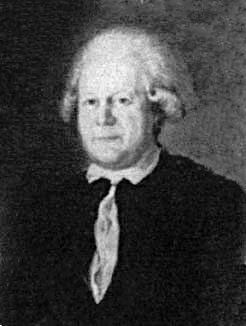
Erland Samuel Bring

Se un'equazione di quinto grado contiene solo il termine quintico, lineare e assoluto, allora ha la cosiddetta forma Bring-Jerrard, che prende il nome da Erland Samuel Bring e George Jerrard. I matematici Carl David Tolmé Runge, John Stuart Glashan e George Paxton Young stabilirono una formula di parametrizzazione per la forma Bring-Jerrard, che può sempre essere risolta con espressioni matematiche elementari:
{\displaystyle x^{5}+{\frac {5\mu ^{4}(4\nu +3)}{\nu ^{2}+1}}x={\frac {4\mu ^{5}(2\nu +1)(4\nu +3)}{\nu ^{2}+1}}.}
L'espressione seguente risolve l'equazione precedente:
{\displaystyle x={\frac {2\mu {\sqrt {20\nu +15}}}{5{\sqrt[{4}]{\nu ^{2}+1}}}}\cosh {\biggl (}{\frac {1}{5}}\operatorname {arcosh} {\biggl [}{\frac {125{\sqrt[{4}]{\nu ^{2}+1}}(2{\sqrt {\nu ^{2}+1}}+2\nu -1)}{(20\nu +15)^{3/2}}}{\biggr ]}{\biggr )}-{\frac {2\mu {\sqrt {20\nu +15}}}{5{\sqrt[{4}]{\nu ^{2}+1}}}}\sinh {\biggl (}{\frac {1}{5}}\operatorname {arsinh} {\biggl [}{\frac {125{\sqrt[{4}]{\nu ^{2}+1}}(2{\sqrt {\nu ^{2}+1}}-2\nu +1)}{(20\nu +15)^{3/2}}}{\biggr ]}{\biggr )}.}
Questo è un esempio di un'equazione basata su questo modello con la sua soluzione reale associata per il caso {\displaystyle \mu =1} e {\displaystyle \nu =0}:
{\displaystyle x^{5}+15x=12,}
{\displaystyle x={\tfrac {2}{5}}{\sqrt {15}}\cosh[{\tfrac {1}{5}}\operatorname {arcosh} ({\tfrac {5}{9}}{\sqrt {15}})]-{\tfrac {2}{5}}{\sqrt {15}}\sinh[{\tfrac {1}{5}}\operatorname {arsinh} ({\tfrac {5}{3}}{\sqrt {15}})].}
La seguente coppia di equazione e soluzione può essere prodotta dall'equazione parametro menzionata con l'aiuto di una trasformazione:
{\displaystyle x^{5}+x={\frac {2}{5}}y^{-5/4}{\frac {(1+y-y^{2}){\sqrt {2+2y^{2}}}}{\sqrt[{4}]{10+15y-10y^{2}}}},}
{\displaystyle x={\frac {2}{5}}y^{-1/4}{\sqrt[{4}]{10+15y-10y^{2}}}\cosh {\biggl (}{\frac {1}{5}}\operatorname {arcosh} {\biggl [}{\frac {5{\sqrt {5+5y^{2}}}}{(1+2y){\sqrt {4+6y-4y^{2}}}}}{\biggr ]}{\biggr )}-{\frac {2}{5}}y^{-1/4}{\sqrt[{4}]{10+15y-10y^{2}}}\sinh {\biggl (}{\frac {1}{5}}\operatorname {arsinh} {\biggl [}{\frac {5y{\sqrt {5+5y^{2}}}}{(2-y){\sqrt {4+6y-4y^{2}}}}}{\biggr ]}{\biggr )}.}
Questa soluzione vale per tutti i valori reali {\displaystyle 0<y<2.}

## Algoritmo di soluzione mediante funzioni ellittiche

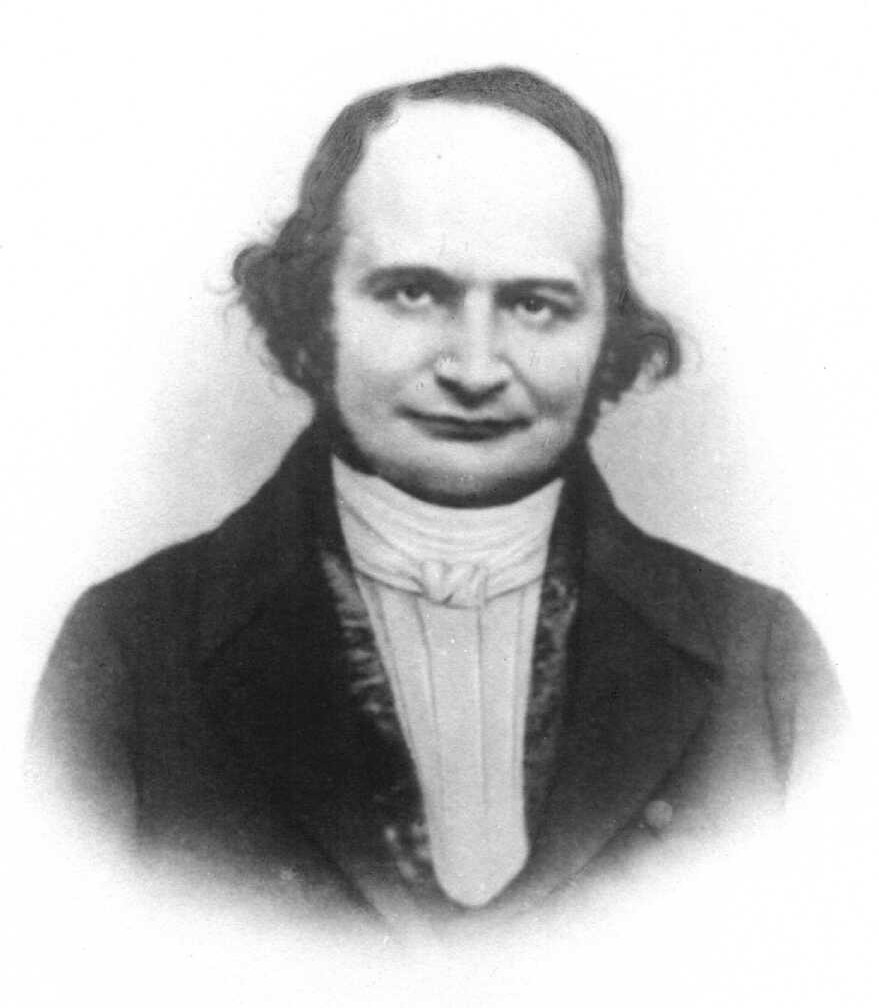
Carl Gustav Jacobi

Viene fornita la seguente forma di equazione generalizzata semplificata:
{\displaystyle x^{5}+x=w,}
{\displaystyle x={\frac {2}{5}}y^{-1/4}{\sqrt[{4}]{10+15y-10y^{2}}}\cosh {\biggl (}{\frac {1}{5}}{\text{arcosh}}{\biggl [}{\frac {5{\sqrt {5+5y^{2}}}}{(1+2y){\sqrt {4+6y-4y^{2}}}}}{\biggr ]}{\biggr )}-{\frac {2}{5}}y^{-1/4}{\sqrt[{4}]{10+15y-10y^{2}}}\sinh {\biggl (}{\frac {1}{5}}\operatorname {arsinh} {\biggl [}{\frac {5y{\sqrt {5+5y^{2}}}}{(2-y){\sqrt {4+6y-4y^{2}}}}}{\biggr ]}{\biggr )},}
{\displaystyle y={\frac {5\vartheta _{00}{\bigl (}q(\operatorname {ctlh} [{\tfrac {1}{2}}\operatorname {aclh} ({\tfrac {5}{4}}{\sqrt[{4}]{5}}w)]^{2})^{5}{\bigr )}^{2}}{2\vartheta _{00}{\bigl (}q(\operatorname {ctlh} [{\tfrac {1}{2}}\operatorname {aclh} ({\tfrac {5}{4}}{\sqrt[{4}]{5}}w)]^{2}){\bigr )}^{2}}}-{\frac {1}{2}}.}
Il metodo di soluzione appena menzionato è spiegato di seguito. Nell'ultima equazione della sezione precedente, il lato destro della scala dell'equazione era espresso con la lettera {\displaystyle w}:
{\displaystyle w={\frac {2}{5}}y^{-5/4}{\frac {(1+y-y^{2}){\sqrt {2+2y^{2}}}}{\sqrt[{4}]{10+15y-10y^{2}}}}.}
L'equazione che sorge esattamente in questo modo e che ora viene menzionata può quindi essere trasformata aritmeticamente:
{\displaystyle {\bigl (}{\frac {2y^{5}-y^{6}}{1+2y}}{\bigr )}^{1/2}={\sqrt {{\frac {3125}{256}}w^{4}+1}}-{\frac {25}{16}}{\sqrt {5}}w^{2}}
{\displaystyle {\bigl (}{\frac {2y^{5}-y^{6}}{1+2y}}{\bigr )}^{1/2}=\sin {\bigl (}2\arcsin {\bigl [}{\bigl (}50{\sqrt {5}}w^{2}+32+2{\sqrt {3125w^{4}+256}}{\bigr )}^{-1/2}{\bigl (}{\sqrt {{\sqrt {3125w^{4}+256}}+16}}+5{\sqrt[{4}]{5}}w{\bigr )}{\bigr ]}{\bigr )}}
{\displaystyle y={\frac {5\vartheta _{00}{\bigl (}q{\bigl [}{\bigl (}50{\sqrt {5}}w^{2}+32+2{\sqrt {3125w^{4}+256}}{\bigr )}^{-1/2}{\bigl (}{\sqrt {{\sqrt {3125w^{4}+256}}+16}}+5{\sqrt[{4}]{5}}w{\bigr )}{\bigr ]}^{5}{\bigr )}^{2}}{2\vartheta _{00}{\bigl (}q{\bigl [}{\bigl (}50{\sqrt {5}}w^{2}+32+2{\sqrt {3125w^{4}+256}}{\bigr )}^{-1/2}{\bigl (}{\sqrt {{\sqrt {3125w^{4}+256}}+16}}+5{\sqrt[{4}]{5}}w{\bigr )}{\bigr ]}{\bigr )}^{2}}}-{\frac {1}{2}}}
{\displaystyle y={\frac {5\vartheta _{00}{\bigl (}q(\operatorname {ctlh} [{\tfrac {1}{2}}\operatorname {aclh} ({\tfrac {5}{4}}{\sqrt[{4}]{5}}w)]^{2})^{5}{\bigr )}^{2}}{2\vartheta _{00}{\bigl (}q(\operatorname {ctlh} [{\tfrac {1}{2}}\operatorname {aclh} ({\tfrac {5}{4}}{\sqrt[{4}]{5}}w)]^{2}){\bigr )}^{2}}}-{\frac {1}{2}}.}
La trasformazione del sistema di equazioni mostra la soluzione di una specifica equazione di sesto grado, che generalmente può essere risolta nel modo appena descritto utilizzando la funzione theta ellittica secondo Carl Jacobi:
{\displaystyle \vartheta _{00}(z)=1+2\sum _{k=1}^{\infty }z^{k^{2}},}
{\displaystyle \vartheta _{00}(z)=\prod _{k=1}^{\infty }(1-z^{2k})(1+z^{2k-1})^{2}.}
La funzione mostrata con la lettera {\displaystyle q} è chiamata nome ellittico:
{\displaystyle q(\varepsilon )=\exp[-\pi K({\sqrt {1-\varepsilon ^{2}}})K(\varepsilon )^{-1}],}
E la lettera {\displaystyle K} descrive l'integrale ellittico completo del primo tipo:
{\displaystyle K(r)=\int _{0}^{\pi /2}{\frac {1}{\sqrt {1-r^{2}\sin(\varphi )^{2}}}}\mathrm {d} \varphi .}
Le abbreviazioni {\displaystyle \mathrm {ctlh} } e {\displaystyle \mathrm {aclh} } citate stanno per le funzioni cotangente lemniscatica iperbolica e settore coseno lemniscatico iperbolico, che possono essere definite tramite le funzioni lemniscatiche {\displaystyle \operatorname {sl} } e {\displaystyle \operatorname {cl} }:
{\displaystyle \operatorname {sl} (\varphi )=\tan {\biggl (}2\arctan {\biggl (}{\frac {4}{G}}\sin {\bigl (}{\frac {\varphi }{G}}{\bigr )}\sum _{k=1}^{\infty }{\frac {\cosh[(2k-1)\pi ]}{\cosh[(2k-1)\pi ]^{2}-\cos(\varphi /G)^{2}}}{\biggr )}{\biggr )};}
{\displaystyle \operatorname {cl} (\varphi )=\tan {\biggl (}2\arctan {\biggl (}{\frac {4}{G}}\cos {\bigl (}{\frac {\varphi }{G}}{\bigr )}\sum _{k=1}^{\infty }{\frac {\cosh[(2k-1)\pi ]}{\cosh[(2k-1)\pi ]^{2}-\sin(\varphi /G)^{2}}}{\biggr )}{\biggr )};}
{\displaystyle \operatorname {ctlh} (\varrho )=\operatorname {cl} ({\tfrac {\sqrt {2}}{2}}\varrho )\left({\frac {\operatorname {sl} ({\tfrac {\sqrt {2}}{2}}\varrho )^{2}+1}{\operatorname {sl} ({\tfrac {\sqrt {2}}{2}}\varrho )^{2}+\operatorname {cl} ({\tfrac {\sqrt {2}}{2}}\varrho )^{2}}}\right)^{1/2};}
{\displaystyle \operatorname {aclh} (s)={\frac {1}{2}}{\sqrt {2}}\pi G-\int _{0}^{1}{\frac {s}{\sqrt {s^{4}t^{4}+1}}}\,\mathrm {d} t;}
la lettera {\displaystyle G} rappresenta la costante di Gauss e questo numero può essere definito dalla funzione gamma:
{\displaystyle G={\frac {\sqrt {2\pi }}{2}}\Gamma \left({\frac {3}{4}}\right)^{-2}.}
Le funzioni lemniscatiche soddisfano le seguenti relazioni:
{\displaystyle (\operatorname {sl} (\varphi )^{2}+1)(\operatorname {cl} (\varphi )^{2}+1)=2;}
{\displaystyle \operatorname {ctlh} \left({\tfrac {1}{2}}\operatorname {aclh} (s)\right)^{2}=(2s^{2}+2+2{\sqrt {s^{4}+1}})^{-1/2}({\sqrt {{\sqrt {s^{4}+1}}+1}}+s);}
{\displaystyle \operatorname {sl} {\bigl (}{\tfrac {\sqrt {2}}{2}}\operatorname {aclh} (s){\bigr )}={\sqrt {{\sqrt {s^{4}+1}}-s^{2}}}.}

## Frazione continua di Rogers–Ramanujan

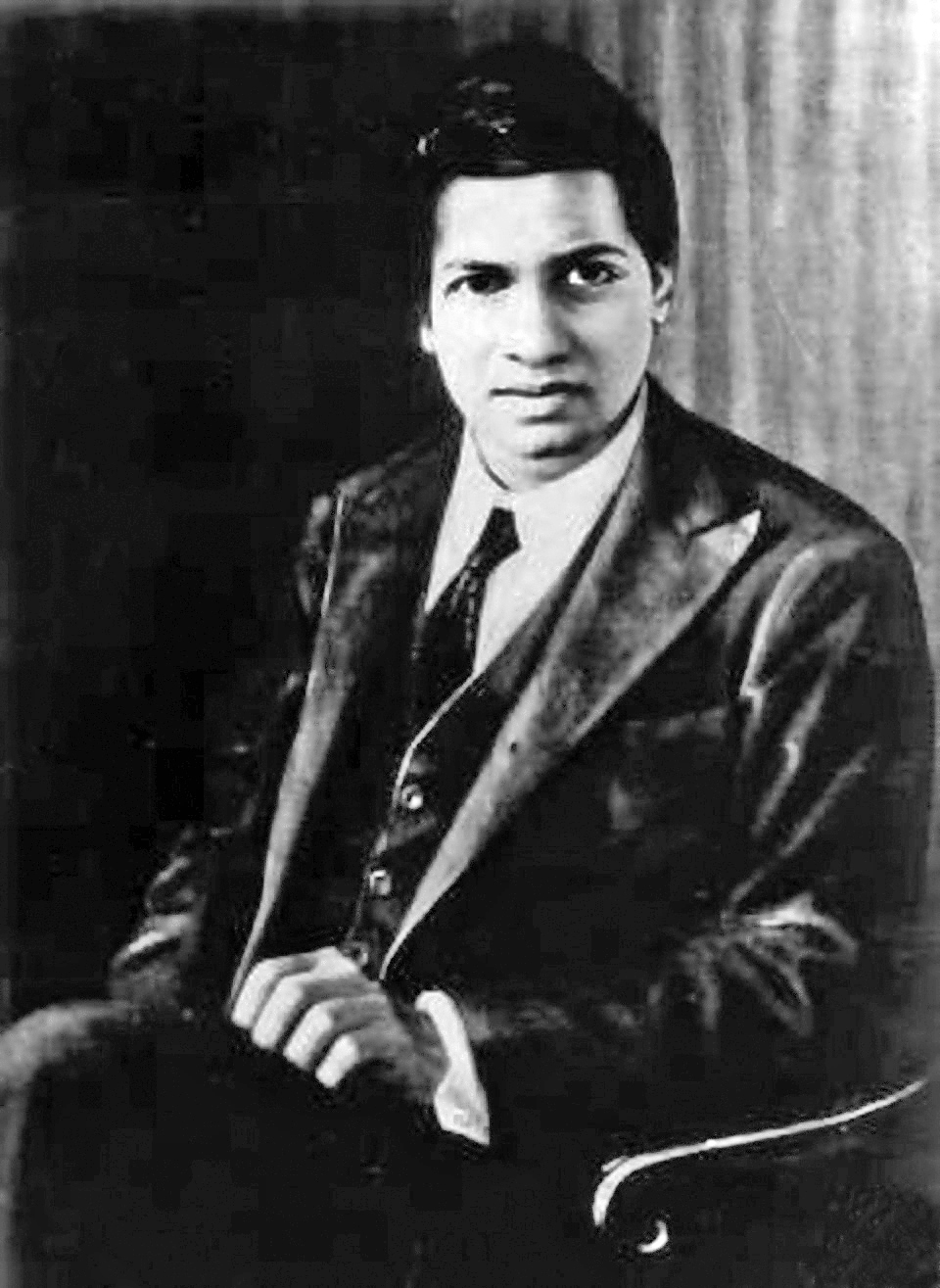
Srinivasa Ramanujan Iyangar (श्रीनिवास रामानुजन इयंगर)

La frazione continua di Rogers-Ramanujan è definita tramite il simbolo di Pochhammer nel modo seguente:
{\displaystyle R(z)=z^{1/5}{\frac {(z;z^{5})_{\infty }(z^{4};z^{5})_{\infty }}{(z^{2};z^{5})_{\infty }(z^{3};z^{5})_{\infty }}}=z^{1/5}\prod _{k=0}^{\infty }{\frac {(1-z^{5k+1})(1-z^{5k+4})}{(1-z^{5k+2})(1-z^{5k+3})}}.}
Questa funzione {\displaystyle R(z)} e la funzione {\displaystyle S(z)} possono anche essere definite tramite la funzione theta:
{\displaystyle R(z)=\tan {\biggl (}{\frac {1}{2}}\arctan {\biggl (}{\frac {\vartheta _{00}(z^{1/2})^{2}}{2\vartheta _{00}(z^{5/2})^{2}}}-{\frac {1}{2}}{\biggr )}{\biggr )}^{2/5}\tan {\biggl (}{\frac {1}{2}}\operatorname {arccot} {\biggl (}{\frac {\vartheta _{00}(z^{1/2})^{2}}{2\vartheta _{00}(z^{5/2})^{2}}}-{\frac {1}{2}}{\biggr )}{\biggr )}^{1/5},}
{\displaystyle S(z)=\tan {\biggl (}{\frac {1}{2}}\arctan {\biggl (}{\frac {\vartheta _{00}(z)^{2}}{2\vartheta _{00}(z^{5})^{2}}}-{\frac {1}{2}}{\biggr )}{\biggr )}^{1/5}\cot {\biggl (}{\frac {1}{2}}\operatorname {arccot} {\biggl (}{\frac {\vartheta _{00}(z)^{2}}{2\vartheta _{00}(z^{5})^{2}}}-{\frac {1}{2}}{\biggr )}{\biggr )}^{2/5},}
e soddisfano le seguenti proprietà:
{\displaystyle R(z^{2})=\tan {\biggl (}{\frac {1}{2}}\arctan {\biggl (}{\frac {\vartheta _{00}(z)^{2}}{2\vartheta _{00}(z^{5})^{2}}}-{\frac {1}{2}}{\biggr )}{\biggr )}^{2/5}\tan {\biggl (}{\frac {1}{2}}\operatorname {arccot} {\biggl (}{\frac {\vartheta _{00}(z)^{2}}{2\vartheta _{00}(z^{5})^{2}}}-{\frac {1}{2}}{\biggr )}{\biggr )}^{1/5},}
{\displaystyle S(z)={\frac {R(z^{4})}{R(z^{2})R(z)}}.}
Dall'algoritmo risolutivo descritto nel paragrafo precedente, sulla base delle definizioni ora citate, si può ricavare la seguente formula risolutiva valida per tutti i valori {\displaystyle w}: 
{\displaystyle x^{5}+x=w,}
{\displaystyle x={\frac {S{\bigl (}q(\operatorname {ctlh} [{\tfrac {1}{2}}{\text{aclh}}({\tfrac {5}{4}}{\sqrt[{4}]{5}}\,w)]^{2}){\bigr )}^{2}-R{\bigl (}q(\operatorname {ctlh} [{\tfrac {1}{2}}\operatorname {aclh} ({\tfrac {5}{4}}{\sqrt[{4}]{5}}w)]^{2})^{2}{\bigr )}}{S{\bigl (}q(\operatorname {ctlh} [{\tfrac {1}{2}}\operatorname {aclh} ({\tfrac {5}{4}}{\sqrt[{4}]{5}}w))^{2}){\bigr )}^{2}}}\times }
{\displaystyle \times {\frac {1-R{\bigl (}q(\operatorname {ctlh} ({\tfrac {1}{2}}\operatorname {aclh} ({\tfrac {5}{4}}{\sqrt[{4}]{5}}w)]^{2})^{2}{\bigr )}S{\bigl (}q(\operatorname {ctlh} [{\tfrac {1}{2}}\operatorname {aclh} ({\tfrac {5}{4}}{\sqrt[{4}]{5}}w)]^{2}){\bigr )}}{R{\bigl (}q(\operatorname {ctlh} [{\tfrac {1}{2}}\operatorname {aclh} ({\tfrac {5}{4}}{\sqrt[{4}]{5}}w)]^{2})^{2}{\bigr )}^{2}}}\times }
{\displaystyle \times {\frac {\vartheta _{00}{\bigl (}q(\operatorname {ctlh} [{\tfrac {1}{2}}\operatorname {aclh} ({\tfrac {5}{4}}{\sqrt[{4}]{5}}w)]^{2})^{5}{\bigr )}\vartheta _{00}{\bigl (}q(\operatorname {ctlh} [{\tfrac {1}{2}}\operatorname {aclh} ({\tfrac {5}{4}}{\sqrt[{4}]{5}}w)]^{2})^{1/5}{\bigr )}^{2}-5\vartheta _{00}{\bigl (}q(\operatorname {ctlh} [{\tfrac {1}{2}}\operatorname {aclh} ({\tfrac {5}{4}}{\sqrt[{4}]{5}}w)]^{2})^{5}{\bigr )}^{3}}{2{\sqrt[{4}]{20}}\operatorname {sl} {\bigl (}{\tfrac {\sqrt {2}}{2}}\operatorname {aclh} ({\tfrac {5}{4}}{\sqrt[{4}]{5}}w){\bigr )}\vartheta _{00}{\bigl (}q(\operatorname {ctlh} [{\tfrac {1}{2}}\operatorname {aclh} ({\tfrac {5}{4}}{\sqrt[{4}]{5}}w)]^{2}){\bigr )}^{3}}}.}

## Esempi
Il più piccolo numero intero positivo {\displaystyle w} per il quale la soluzione reale dell'equazione in questione non può più essere rappresentata in forma elementare è il numero 3:
{\displaystyle x^{5}+x=3,}
{\displaystyle x={\frac {S{\bigl (}q(\operatorname {ctlh} [{\tfrac {1}{2}}\operatorname {aclh} ({\tfrac {15}{4}}{\sqrt[{4}]{5}})]^{2}){\bigr )}^{2}-R{\bigl (}q\{\operatorname {ctlh} [{\tfrac {1}{2}}\operatorname {aclh} ({\tfrac {15}{4}}{\sqrt[{4}]{5}})]^{2}\}^{2}{\bigr )}}{S{\bigl (}q(\operatorname {ctlh} [{\tfrac {1}{2}}\operatorname {aclh} ({\tfrac {15}{4}}{\sqrt[{4}]{5}})]^{2}){\bigr )}^{2}}}\times }
{\displaystyle \times {\frac {1-R{\bigl (}q(\operatorname {ctlh} [{\tfrac {1}{2}}\operatorname {aclh} ({\tfrac {15}{4}}{\sqrt[{4}]{5}})]^{2})^{2}{\bigr )}S{\bigl (}q(\operatorname {ctlh} [{\tfrac {1}{2}}\operatorname {aclh} ({\tfrac {15}{4}}{\sqrt[{4}]{5}})]^{2}){\bigr )}}{R{\bigl (}q(\operatorname {ctlh} [{\tfrac {1}{2}}\operatorname {aclh} ({\tfrac {15}{4}}{\sqrt[{4}]{5}})]^{2})^{2}{\bigr )}^{2}}}\times }
{\displaystyle \times {\frac {\vartheta _{00}{\bigl (}q(\operatorname {ctlh} [{\tfrac {1}{2}}\operatorname {aclh} ({\tfrac {15}{4}}{\sqrt[{4}]{5}})]^{2})^{5}{\bigr )}\vartheta _{00}{\bigl (}q(\operatorname {ctlh} [{\tfrac {1}{2}}\operatorname {aclh} ({\tfrac {15}{4}}{\sqrt[{4}]{5}})]^{2})^{1/5}{\bigr )}^{2}-5\vartheta _{00}{\bigl (}q(\operatorname {ctlh} [{\tfrac {1}{2}}\operatorname {aclh} ({\tfrac {15}{4}}{\sqrt[{4}]{5}})]^{2})^{5}{\bigr )}^{3}}{2{\sqrt[{4}]{20}}\operatorname {sl} {\bigl (}{\tfrac {\sqrt {2}}{2}}\operatorname {aclh} ({\tfrac {15}{4}}{\sqrt[{4}]{5}}){\bigr )}\vartheta _{00}{\bigl (}q(\operatorname {ctlh} [{\tfrac {1}{2}}\operatorname {aclh} ({\tfrac {15}{4}}{\sqrt[{4}]{5}})]^{2}){\bigr )}^{3}}},}
{\displaystyle q(\operatorname {ctlh} [{\tfrac {1}{2}}\operatorname {aclh} ({\tfrac {15}{4}}{\sqrt[{4}]{5}})]^{2})\approx 0,452374059450344348576600264284387826377845763909,}
{\displaystyle x\approx 1,132997565885065266721141634288532379816526027727.}
Un altro esempio per il quale la soluzione reale non può essere rappresentata in forma elementare si ha per {\displaystyle w=7}:
{\displaystyle x^{5}+x=7,}
{\displaystyle x={\frac {S{\bigl (}q(\operatorname {ctlh} [{\tfrac {1}{2}}\operatorname {aclh} ({\tfrac {35}{4}}{\sqrt[{4}]{5}})]^{2}){\bigr )}^{2}-R{\bigl (}q(\operatorname {ctlh} [{\tfrac {1}{2}}\operatorname {aclh} ({\tfrac {35}{4}}{\sqrt[{4}]{5}})]^{2})^{2}{\bigr )}}{S{\bigl (}q(\operatorname {ctlh} [{\tfrac {1}{2}}\operatorname {aclh} ({\tfrac {35}{4}}{\sqrt[{4}]{5}})]^{2}){\bigr )}^{2}}}\times }
{\displaystyle \times {\frac {1-R{\bigl (}q(\operatorname {ctlh} [{\tfrac {1}{2}}\operatorname {aclh} ({\tfrac {35}{4}}{\sqrt[{4}]{5}})]^{2})^{2}{\bigr )}S{\bigl (}q(\operatorname {ctlh} [{\tfrac {1}{2}}\operatorname {aclh} ({\tfrac {35}{4}}{\sqrt[{4}]{5}})]^{2}){\bigr )}}{R{\bigl (}q(\operatorname {ctlh} [{\tfrac {1}{2}}\operatorname {aclh} ({\tfrac {35}{4}}{\sqrt[{4}]{5}})]^{2})^{2}{\bigr )}^{2}}}\times }
{\displaystyle \times {\frac {\vartheta _{00}{\bigl (}q(\operatorname {ctlh} [{\tfrac {1}{2}}\operatorname {aclh} ({\tfrac {35}{4}}{\sqrt[{4}]{5}})]^{2})^{5}{\bigr )}\vartheta _{00}{\bigl (}q(\operatorname {ctlh} [{\tfrac {1}{2}}\operatorname {aclh} ({\tfrac {35}{4}}{\sqrt[{4}]{5}})]^{2})^{1/5}{\bigr )}^{2}-5\vartheta _{00}{\bigl (}q(\operatorname {ctlh} [{\tfrac {1}{2}}\operatorname {aclh} ({\tfrac {35}{4}}{\sqrt[{4}]{5}})]^{2})^{5}{\bigr )}^{3}}{2{\sqrt[{4}]{20}}\operatorname {sl} {\bigl (}{\tfrac {\sqrt {2}}{2}}\operatorname {aclh} ({\tfrac {35}{4}}{\sqrt[{4}]{5}}){\bigr )}\vartheta _{00}{\bigl (}q(\operatorname {ctlh} [{\tfrac {1}{2}}\operatorname {aclh} ({\tfrac {35}{4}}{\sqrt[{4}]{5}})]^{2}){\bigr )}^{3}}},}
{\displaystyle q(\operatorname {ctlh} [{\tfrac {1}{2}}\operatorname {aclh} ({\tfrac {35}{4}}{\sqrt[{4}]{5}})]^{2})\approx 0,53609630892200161460073096549143569900990236,}
{\displaystyle x\approx 1,4108138510595771319852918753499397839215989.}